# Obere Konjunktion

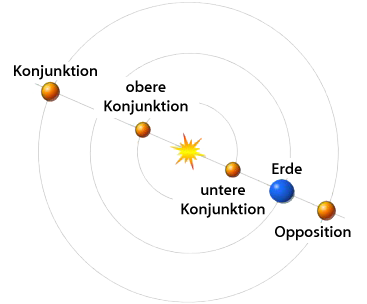
Konjunktionen

Als obere Konjunktion bezeichnet man das Himmelsereignis, wenn ein innerer Planet (bezüglich eines Beobachters auf der Erde also Merkur oder Venus) genau hinter der Sonne steht. Er zeigt uns in diesem Fall seine voll beleuchtete Seite (ähnlich wie beim Vollmond) und zieht unbeobachtbar meist nördlich oder südlich der Sonne vorbei.
Findet eine obere Konjunktion in der Nähe der Bahnknoten der Merkur- oder Venusbahn statt, so können diese Planeten von der Sonnenscheibe bedeckt werden, was aber wegen des enormen Helligkeitsunterschieds nicht beobachtet werden kann.